# Бородаї (Диканський район)
Бородаї — колишнє село в Україні.
Підпорядковувалося Водянобалківській сільській раді Диканського району Полтавської області. 
На Військово-топографічній карті 1863-1878 років позначено 2 розташованих поряд хутори Бородаї - на 5 та 6 дворів. Село було розташоване за 1,5 км на північ від села Водяна Балка. 
На карті 1987 р. позначене як нежитлове, на той час село мало вигляд 2 покинутих окремо розташованих обійсть, відстань між якими становила бл. 600 метрів.
24 березня 1987 року рішенням Полтавської обласної ради село зняте з обліку. 